# Penisola di Wirral
Wirral o Il Wirral è una penisola nel nord-ovest dell'Inghilterra. La penisola si trova tra il fiume Dee (ad ovest) ed il fiume Mersey (ad est) mentre sulla costa settentrionale è bagnata dal mare d'Irlanda. Il fiume Dee segna anche il confine politico con il Galles.

## Geografia
Il Wirral è di forma rettangolare ed è lunga circa 21 km e larga circa 12 km. La parte settentrionale fa parte del Metropolitan Borough of Wirral della contea del Merseyside, e la parte meridionale fa parte della contea del Cheshire. Il territorio è quasi tutto pianeggiante caratterizzato da coste basse e sabbiose.

## Storia
Storicamente, il confine meridionale del Wirral veniva segnato al punto che si poteva raggiungere con due tiri d'arco dalle mura della città di Chester ('Two arrow falls from Chester City Walls'), come citato nel libro Domesday Book. Fino al 1º aprile 1974 l'intera penisola del Wirral faceva parte della contea del Cheshire. Nel passato fu anche una centena.

## Trasporti
La penisola è attraversata per tutta la sua lunghezza dall'autostrada Motorway M53 e dalla Strada statale A41. Le linee ferroviarie presenti collegano il Wirral a Chester, Warrington in Cheshire ed Wrexham in Galles.

### Attraversamento del Mersey
La penisola è collegata alla città di Liverpool dai tre Mersey Tunnels sottomarini:
- Kingsway Tunnel, galleria stradale Wallasey-Liverpool.
- Queensway Tunnel, galleria stradale Birkenhead-Liverpool.
- Mersey Railway Tunnel, galleria ferroviaria Birkenhead-Liverpool.

Inoltre la compagnia di traghetti Mersey Ferry opera anch'essa sulla rotta Birkenhead-Liverpool.

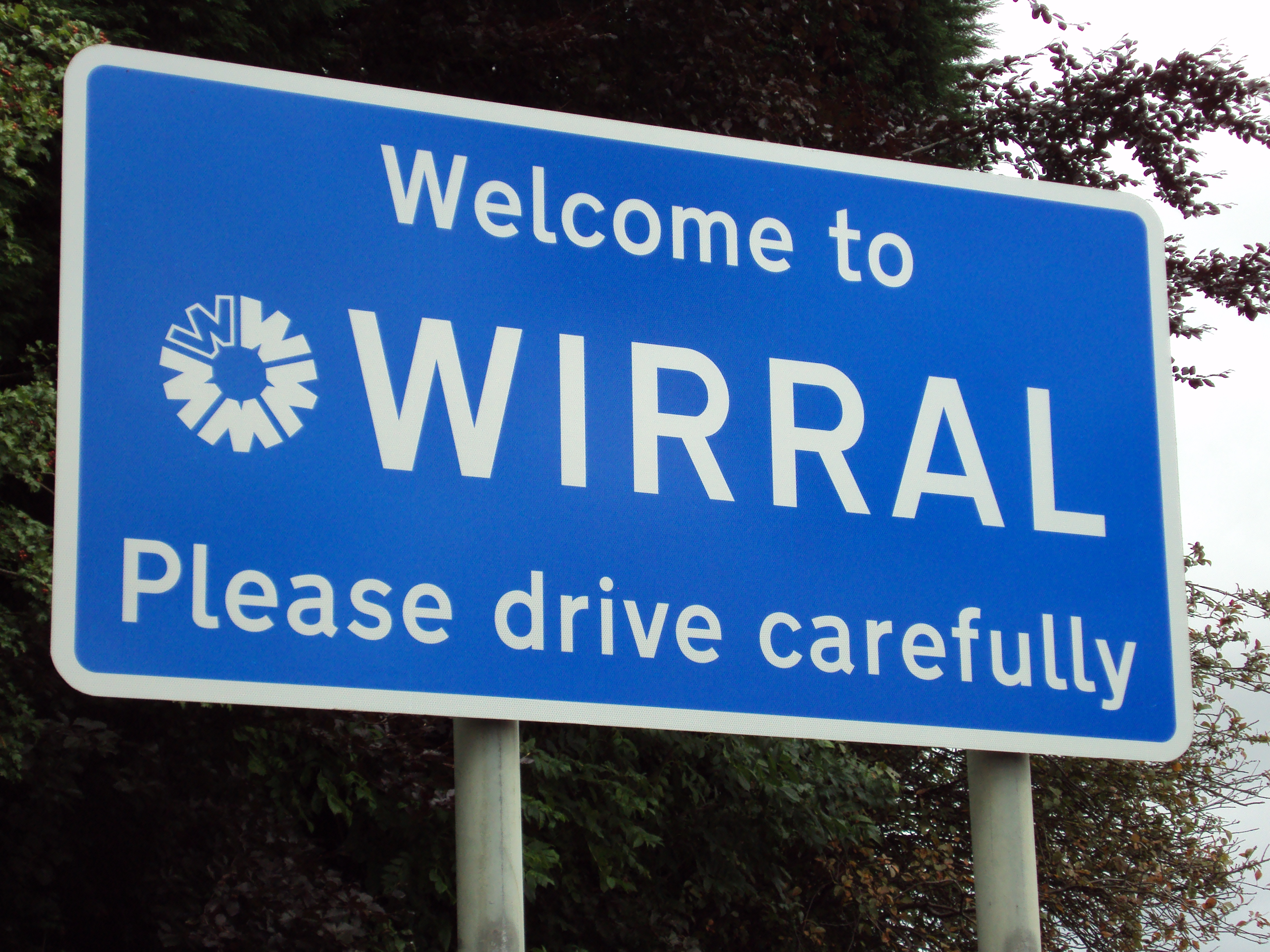
Wirral.

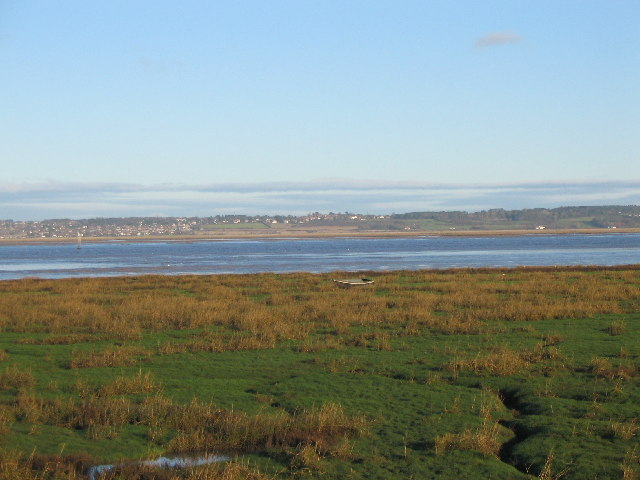
Estuario del fiume Dee.

## Città del Wirral
- Birkenhead
- Wirral
- Wallasey
- Bebington
- Heswall
- Hoylake
- West Kirby
- Bromborough
- Eastham
- Burton
- Capenhurst
- Ellesmere Port
- Great Sutton
- Hooton
- Little Sutton
- Ness
- Neston
- Overpool
- Parkgate
- Puddington
- Shotwick
- Willaston